# 向島町 (名古屋市)
向島町（むこうじまちょう）は、愛知県名古屋市中村区の地名。現行行政地名は向島町1丁目から向島町5丁目。住居表示未実施。

## 地理
名古屋市中村区西部に位置する。西は稲葉地町、北は長筬町に接する。

## 歴史

### 町名の由来
稲葉地町の字向島に由来する。

### 沿革
- 1949年（昭和24年）3月30日 - 中村区稲葉地町の一部により、同区向島町として成立[1]。
- 1954年（昭和29年）10月1日 - 一部が上石川町・五反城町・二瀬町・剣町・豊国通にそれぞれ編入される[4][5]。
- 1966年（昭和41年）12月9日 - 岩塚町の一部を編入する[1]。

## 世帯数と人口
2019年（平成31年）2月1日現在の世帯数と人口は以下の通りである。
| 町丁   | 世帯数    | 人口    |
| ------ | --------- | ------- |
| 向島町 | 1,173世帯 | 2,218人 |

### 人口の変遷
国勢調査による人口の推移
| 2000年（平成12年） | 2,600人 | [ WEB 6 ] |  |
| 2005年（平成17年） | 2,396人 | [ WEB 7 ] |  |
| 2010年（平成22年） | 2,237人 | [ WEB 8 ] |  |
| 2015年（平成27年） | 2,147人 | [ WEB 9 ] |  |

## 学区
市立小・中学校に通う場合、学校等は以下の通りとなる。また、公立高等学校に通う場合の学区は以下の通りとなる。
| 番・番地等 | 小学校                 | 中学校               | 高等学校 |
| ---------- | ---------------------- | -------------------- | -------- |
| 全域       | 名古屋市立稲葉地小学校 | 名古屋市立豊正中学校 | 尾張学区 |

## 交通
- 名古屋市道岩塚牧野線（通称：千成通）[2]

## 施設
- 向島神社[2]
- 飯田女学院[2]
- シティーファミリ向島A/B（市営住宅）・デイサービス向島（高齢者施設）
- 愛知県営向島住宅[3]
- 中日ドラゴンズ合宿所内室内練習場・中日ドラゴンズ選手寮 - いずれも名古屋市中村区向島町4-24（座標[6]）に所在していた[7]。選手寮は1959年（昭和34年）7月に完成したが、屋内練習場は手狭だったため、1986年（昭和61年）には西区堀越に新屋内練習場を建設することが決まり[7]、合宿所は1988年（昭和63年）3月17日に西区堀越（先に完成していた新屋内練習場に隣接）に移転した[8]。跡地は2024年時点で、道路を挟んで南にあるパレマルシェ中村店（剣町1）の駐車場になっている[9]。

## その他

### 日本郵便
- 郵便番号 : 453-0838[WEB 3]（集配局：中村郵便局[WEB 12]）。

### WEB
1. 1 2  “愛知県名古屋市中村区の町丁・字一覧”.   人口統計ラボ. 2017年10月7日閲覧。
2. 1 2  “町・丁目(大字)別、年齢(10歳階級)別公簿人口(全市・区別)”.   名古屋市 (2019年2月20日). 2019年2月20日閲覧。
3. 1 2  “郵便番号”.  日本郵便. 2019年2月10日閲覧。
4. ↑  “市外局番の一覧”.   総務省. 2019年1月6日閲覧。
5. ↑  名古屋市役所市民経済局地域振興部住民課町名表示係 (2017年6月1日). “中村区の町名一覧”.   名古屋市. 2017年10月7日閲覧。
6. ↑  名古屋市役所総務局企画部統計課統計係 (2005年7月1日). “（刊行物）名古屋の町(大字)・丁目別人口 (平成12年国勢調査) 中村区” (xls). 2017年10月8日閲覧。
7. ↑  名古屋市役所総務局企画部統計課統計係 (2007年6月29日). “平成17年国勢調査　名古屋の町(大字)別・年齢別人口 中村区” (xls). 2017年10月8日閲覧。
8. ↑  名古屋市役所総務局企画部統計課統計係 (2012年6月29日). “平成22年国勢調査　名古屋の町(大字)別・年齢別人口 中村区” (xls). 2017年10月8日閲覧。
9. ↑  名古屋市役所総務局企画部統計課統計係 (2017年7月7日). “平成27年国勢調査　名古屋の町(大字)別・年齢別人口” (xls). 2017年10月8日閲覧。
10. ↑  “市立小・中学校の通学区域一覧”.   名古屋市 (2018年11月10日). 2019年1月14日閲覧。
11. ↑  “平成29年度以降の愛知県公立高等学校（全日制課程）入学者選抜における通学区域並びに群及びグループ分け案について”.   愛知県教育委員会 (2015年2月16日). 2019年1月14日閲覧。
12. ↑  郵便番号簿 平成29年度版 - 日本郵便. 2019年02月26日閲覧 (PDF)

### 書籍
1. 1 2 3  名古屋市計画局 1992, p. 773.
2. 1 2 3 4 5  「角川日本地名大辞典」編纂委員会 1989, p. 1502.
3. 1 2  名古屋市計画局 1992, p. 279.
4. ↑  名古屋市計画局 1992, p. 775.
5. ↑  名古屋市計画局 1992, p. 777.
6. ↑  『愛知県 名古屋市 中村区』〈ゼンリンの住宅地図〉ゼンリン、1988年5月、70頁E-4およびD-4、「向島町4丁目24 中日ドラゴンズ合宿所」。
7. 1 2  『週刊ベースボール』ベースボール・マガジン社、第41巻第14号、通巻：第1576号、1986年4月7日、80頁「'86プロ野球ウォッチング 徹・底・ガ・イ・ド ナゴヤ 中日」。NDLJP:7909392/41。
8. ↑  『週刊ベースボール』ベースボール・マガジン社、第43巻第15号、通巻：第1694号、1988年4月11日、90頁「中日ドラゴンズ」。NDLJP:7909511/46。
9. ↑  『愛知県 名古屋市 5 中村区 202411』〈ゼンリン住宅地図〉ゼンリン、2024年11月、37頁G-4「パレマルシェ駐車場」。